# Louise Webster
Betty Louise Webster (de casada Betty Louise Turtle) (n. 20 de mayo de 1941-Paddington, 29 de septiembre de 1990) fue una astrónoma y física australiana. En 1971, junto con su colega Paul Murdin, identificó la potente fuente de rayos X Cygnus X-1 como el primer candidato claro a agujero negro y se la considera entre muchos científicos codescubridora de los mismos con Murdin.

## Biografía
Louise Webster estudió en la Universidad de Adelaida y continuó su formación como una de las primeras alumnas de la escuela de posgrado del Observatorio del Monte Stromlo, en las afueras de Canberra, donde recibió una fuerte influencia de los astrónomos estadounidenses Bart Bok y Priscilla Fairfield Bok. Se doctoró en 1967 sobre el tema de las nebulosas planetarias meridionales mientras trabajaba con el astrónomo sueco Bengt Westerlund. Se trasladó a la Universidad de Wisconsin en Estados Unidos antes de ocupar un puesto en el Real Observatorio de Greenwich, en el castillo de Herstmonceux, primero como oficial científica y luego como oficial científica principal. Trabajó con Richard Woolley, el Astrónomo Real, y luego con Paul Murdin, con quien había sido elegida al mismo tiempo como miembro de la Real Sociedad Astronómica en 1963.
Webster y Murdin enviaron a la revista Nature un artículo describiendo su descubrimiento de la binaria Cygnus X-1, bajo el título Cygnus X-1 — a Spectroscopic Binary with a Heavy Companion?. Influenciados por el conservadurismo de Richard Woolley, fueron muy cuidadosos con el lenguaje usado al señalar en el final que: «...podría ser un agujero negro». No obstante, otros astrónomos (en particular Charles Thomas Bolton) estaban de acuerdo con Webster y Murdin en que se trataba de un agujero negro, el primero descubierto.
Su trabajo en Sussex le llevó directamente a un puesto en el Observatorio Astronómico de Sudáfrica, del que Woolley fue director a partir de 1972, y luego al nuevo Telescopio Anglo-Australiano de 3,9 metros, en el Observatorio de Siding Spring en calidad de comisaria, antes de convertirse en astrónoma de plantilla.
En 1978 se marchó a trabajar a la Facultad de Física de la Universidad de Nueva Gales del Sur; en noviembre de ese año se casó con Tony Turtle. Durante su estancia en la universidad, fue la impulsora del Automated Patrol Telescope en Siding Spring, introdujo un curso de cuarto año para astrónomos, formó parte o presidió muchos comités y promovió la astronomía de forma muy activa a través de la Unión Astronómica Internacional y la Sociedad Astronómica de Australia.
Falleció tras una larga enfermedad en su casa de Paddington, Sídney, en 1990.

## Legado
El Premio Bok, que se concede anualmente a estudiantes universitarios por su excelencia en la investigación, se introdujo en gran medida por iniciativa de Webster, y está patrocinado por la Sociedad Astronómica de Australia y la Academia Australiana de Ciencias. En honor a su contribución a la astronomía, la Sociedad Astronómica de Australia concede anualmente desde 2009 el Premio Louise Webster para galardonar la investigación postdoctoral más destacada al principio de la carrera de un científico.